# Förarprov
Förarprov är ett samlingsnamn för kunskapsprov ("teorin") och körprov ("uppkörning") i körkortsutbildningen i Sverige. Aspiranten kan göra provet vid Trafikverket som elev vid en trafikskola eller som privatist.
Sedan 1 september 2008 tillämpas "Sammanhållet förarprovssystem", ett förarprov. Notera att detta endast gäller den vanligaste förarbehörigheten, B. Förarprovssystemet innebär ett antal måsten, som körkortsaspirant måste du alltid boka båda proven vid en och samma kontakt med Trafikverket, du måste alltid göra kunskapsprovet före körprovet samt du alltid göra båda proven, underkänns du på kunskapsprovet måste du göra körprovet. Lagen säger att inom två månader måste du hinna avlägga ett godkänt teori- och körprov, dock nödvändigtvis inte i den godkännadeordningen.
Kunskapsprovet görs normalt vid en dator och består av 70 frågor varav 65 är poänggivande som skall besvaras inom 50 minuter. För godkänt krävs 52 rätta svar. De 5 icke poänggivande frågorna är slumpmässigt placerade i provet och är till för att prova själva frågan, att den är ställd på rätt sätt, att den ej kan misstolkas. 
Jämte allmänna provet finns även förlängda kunskapsprov, på 75 respektive 90 minuter, där 90-minutersprovet är muntligt. Dessa förlängda prov är endast för de med läs- skrivsvårigheter. Myndigheten beslutar efter underlag som eleven skickar till Trafikverket vilket prov som det blir. Tänk på att underlaget från läkare eller annan behörig maximalt får vara två år.
Vid körprovet testas aspiranten av en inspektör från något av Trafikverkets förarprovskontor. Provet tar totalt ungefär 45 minuter. Det inleds med en säkerhetskontroll. Därefter prövas aspirantens körning i tätorts- och landsvägstrafik, varvid aspiranten testas på några slumpmässigt utvalda moment i trafiken. Körningen pågår i minst 25 minuter.
Ett godkänt kunskaps- eller körprovsresultat gäller i två månader. Om inte det båda delproven klaras av inom denna tid måste alltså båda proven göras om.
När aspiranten är godkänd på både kunskapsprovet och körprovet utfärdas ett "bevis om körkort" detta är kopplat till aspirantens personnummer, något dokument utfärdas alltså ej. Detta gäller som körkort inom Sverige tillsammans med godkänd legitimation tills körkortet har tillverkats, dock i högst ett år.
Aspiranten måste ha genomgått en giltig riskutbildning (dvs riskutbildning del 1 och 2) innan de får gå på kunskapsprovet och körprovet.